# 坎特伯雷大学
坎特伯雷大学，是位于新西兰基督城的公立大學，成立于1873年，是新西兰成立较早的大学之一，由牛津大学的学者创建。该校也是英联邦国家中第一所向女性授予荣誉学位的大学。根据2021的QS世界大学排名，坎特伯雷大学被列入全球Top300强大学之一，位列270名。
坎特伯雷大学致力于推广无国界教育，培养世界公民和时代领导者，来自牛津和剑桥的世界级教授在此讲学，推动着坎特伯雷大学在教学及学术科研上的蓬勃发展。
坎特伯雷大学拥有七个学院：艺术、商业、工程、法律、音乐与美术、林业、科学，共分38个系，该校有新西兰最大的教育学院以及成立最早的工程学院，享有国内和国际声誉。坎特伯雷大学拥有一流的设施与资源。图书馆系统包括新西兰南岛最大的综合性中心图书馆和四个专业图书馆，馆藏图书共计一百多万卷、册。该校有1900多名研究生。

## 著名校友
- 珍妮·希普利：第36任紐西蘭總理
- 约翰·基：第38任新西兰总理。
- 欧内斯特·卢瑟福：1908年諾貝爾化學獎得主，原子物理之父。
- 羅伊·克爾：紐西蘭數學家，克爾度規的提出者。
- 玛格丽特·梅喜（英语：Margaret Mahy）：紐西蘭儿童文学家。
- 里斯·达秘（英语：Rhys Darby）：紐西蘭喜剧演员。

## 文学作品
坎特伯雷大学在科幻作家刘慈欣的小说《球状闪电》中出現，該校的兩位學者亚伯拉罕森与迪尼斯提出了有關球狀閃電的最新理論。